# Папська Рада душпастирської опіки мігрантів і подорожніх
Па́пська Ра́да душпа́стирської опі́ки мігра́нтів і подоро́жніх (лат. Pontificium Consilium de Spirituali Migrantium atque Itinerantium Cura) — одна з дикастерій Римської курії. Покликаний опікуватись духовними гараздами мігрантів і подорожніх. Раду заснував Папа Римський Іван-Павло II 28 липня 1988 року.
Теперішній голова Ради — Його Високопреосвященство кардинал Антоніо Марія Вельйо, що його призначив Папа Римський Бенедикт XVI 28 лютого 2009 року.

## Роль
Відповідно до статті 149 із апостольської конституції Римської курії, Pastor Bonus, яку проголосив Папа Римський Іван-Павло II 28 червня 1988: «Папська Рада душпастирської опіки мігрантів і подорожніх людях здійснює пастирську участь Церкви, щоби нести спеціальні потреби тих, хто змушений був залишити свою рідну землю або хто не має її. Він також простежить, щоби ці питання розглядалися з увагою, яку вони заслуговують». Статті 150 і 151 також включає до числа: біженців, вигнанців, кочовиків, робітників цирку, моряків, робітників аеропорту або літаків і християн-паломників що є під опікою Ради.

## Історія
Протягом дев'ятнадцятого століття, «рух» був під юрисдикцією Священної конгрегації пропаганди віри, зі Службою духовної опіки мігрантів, яка пізніше заступила її. 1952 року, в межах Священної консисторської конгрегації, Папа Римський Пій XII заснував Старшу раду з питань емігрантів і Генеральний секретаріат для керівництва апостолату Марії; у 1958, було також засновано Генеральне керівництво апостольства Небес або Повітря. Папа Римський Павло VI заснував Міжнародний секретаріат для керівництва Apostolatus Nomadum у тій самій дикастерії 1965 року.
У 1967 році, Папа Римський Павло VI заснував Службу душпастирської опіки про людей, що є частиною складного явища, відомого зазвичай як «туризм» у Конгрегації в справах духівництва. 19 березня 1970 року Павло VI об'єднав усі сектори, що мають справу з міграцією людей, у Папську комісію душпастирської опіки мігрантів і подорожніх, у motu proprio Apostolicae Caritatis. Комісію зробили залежною від Конгрегації у справах єпископів, проте цю залежність в остаточному підсумку завершила апостольська конституція Pastor Bonus, що надала їй статус Папської Ради.

## Теперішня структура
- Голова: кардинал Антоніо Марія Вельйо;
  - Колишні голови: кардинал Ренато Раффаеле Мартино;
- Секретар: єпископ Йосип Калатхіпарамбіл;
- Заступник секретаря: монсеньйор Новатус Ругамбва
- Кардинали — члени Ради: Жеральду Мажелла Агнелу, Кіт Майкл Патрік О'Брайєн.

Окрім офіціалів, що внесені до списку вище, Рада складається з єпископів — членів Ради, приблизно п'ятнадцять радників, різних інших п'ятнадцять офіциалів і двох регистраторів.

## Список голів Папської Ради душпастирської опіки мігрантів і подорожніх
- Кардинал Карло Конфалоньєрі (1970–1973);
- Архієпископ Емануеле Кларіціо (1970–1986, в.о. голови);
- Кардинал Бернарден Гантен (1984–1989)
- Кардинал Джованні Келі (1986–1998, в.о. голови й пізніше голова);
- Кардинал Стефан Фуміо Хамао (1998–2006);
- Кардинал Ренато Раффаеле Мартіно (2006–2009);
- Кардинал Антоніо Марія Вельйо (2009—).